# Karl Kämpf (Maler)
Karl Kämpf (* 17. Februar 1902 in Heilbronn; † 2. März 1987 in Fallingbostel) war ein deutscher Maler und Grafiker.

## Leben
Karl Kämpf war eines von vier Kindern des Bäckers August Kämpf (1867–1908) und seiner Frau Margarete (1871–1934). Die Eltern betrieben seit 1898 eine Bäckerei in der Wolfganggasse in Heilbronn. Karl besuchte von 1907 an die Knabenmittelschule im ehemaligen Franziskanerkloster. Ende September 1908 verlor Karl Kämpf infolge eines Unfalls mit einem Fuhrwerk in der Unteren Neckarstraße seinen linken Arm. Am 30. Dezember desselben Jahres starb sein Vater, woraufhin die Mutter die Bäckerei alleine weiterführte.
Karl absolvierte in Heilbronn von 1917 bis 1922 eine Lehre bei der Silberwarenfabrik Peter Bruckmann & Söhne, wo er anschließend noch bis 1927 als Gestalter tätig war. In jener Zeit engagierte er sich auch im Heilbronner Kunstleben und trat Mitte der 1920er Jahre dem Künstlerbund Heilbronn bei. Ab 1927 studierte er an den Vereinigten Staatsschulen für Freie und Angewandte Kunst in Berlin-Charlottenburg unter anderen bei den Professoren Waldemar Raemisch, Ernst Böhm und Ernst Hadank Gebrauchsgrafik und Malerei. Zu jener Zeit gewann er bereits erste Auszeichnungen, u. a. einen Geldpreis bei dem vom Reichsverband deutscher Automobilindustrie ausgeschriebenen Preisausschreiben für die Kennzeichen der deutschen Automobile. 1932/33 wurde er mit der Ministermedaille der Hochschule ausgezeichnet und gehörte als 1. Klassenwart des Schülerausschusses der letzten frei gewählten Studentenvertretung an. 1933 trat er dem Nationalsozialistischen Deutschen Studentenbund bei, 1934 wurde er bei Böhm Meisterschüler, wobei er die Mitstudierenden an künstlerischer Produktivität übertraf.
Nach dem Studium war er als selbständiger Grafiker in Berlin tätig und heiratete 1936 die Malerin Elfriede Glaser Kämpf (1908–1978). Das Paar bezog zunächst eine Wohnung am Lietzensee, später ein Haus in Zehlendorf. In jener Zeit entstanden Illustrationen für den Herbert Stuffer Verlag, für die Wirtschaft sowie für Sportveranstaltungen.
1937 wurde Kämpf als Nachfolger seines von den Nationalsozialisten entlassenen Professors Ernst Böhm zum außerordentlichen Lehrer berufen. 1940 wurde er Professor in der Klasse für Gebrauchsgrafik an der inzwischen umbenannten Hochschule für bildende Künste. Am 28. April 1940 beantragte er die Aufnahme in die NSDAP und wurde zum 1. Juli desselben Jahres aufgenommen (Mitgliedsnummer 8.156.358). Zu den von ihm und seinen Schülern ausgeführten Arbeiten zählten auch Propagandaplakate. Anfang 1944 wurde die Hochschule teilweise ausgelagert, wobei Kämpf der Arbeitseinsatzgruppe Kursell in Primkenau angehörte, wo vor allem propagandistische Drucksachen entstanden. Am 22. Januar 1945 war die Front so nahe gerückt, dass der Unterrichtsbetrieb eingestellt wurde. Kämpf ließ seine im Schloss Primkenau und in einem Gasthaus untergestellte Habe zurück und floh mit Frau und dem 1943 geborenen Sohn Christian nach Fallingbostel, wo die Zwillingsschwester seiner Frau lebte. In deren Haus wohnte die Familie einige Monate, bevor sich im Juni 1945 eine eigene Wohnung fand, die die Familie zunächst zur Miete bewohnte und in den frühen 1950er Jahren schließlich mit dem Rest des Hauses erwarb.
In der unmittelbaren Nachkriegszeit schuf Kämpf insbesondere Darstellungen seiner kriegszerstörten Vaterstadt Heilbronn, die für die Heilbronner Stadtgeschichtsforschung inzwischen dokumentarischen Wert haben. Die städtischen Museen haben mehrere Dutzend dieser Werke aufgekauft. Er reiste von Fallingbostel immer wieder nach Süddeutschland, außer nach Heilbronn vor allem nach Abstatt, wo Verwandte eine Bäckerei betrieben, aber auch nach Hohenlohe und ins Zabergäu, wo Landschaftsbilder entstanden. In seiner neuen Heimat Fallingbostel konnte sich Kämpf durch zahlreiche „Heidebilder“ als Künstler etablieren. Zahlreiche Ausstellungen im In- und Ausland fanden statt. Da Kämpf im Lauf der Zeit ausgedehnte Reisen unternahm, umfasste sein Repertoire auch bald viele Motive seiner Reiseziele, vor allem solche aus dem Mittelmeerraum, meist aus Elba, Kreta und Sizilien.
Da er nach dem Zweiten Weltkrieg nicht mehr an der Hochschule weiterbeschäftigt wurde, war Kämpf auf den Verkauf seiner Bilder über Galerien und über private Auftraggeber angewiesen. Zu den privaten Auftraggebern zählten u. a. der Bruckmann-Außendienst in Berlin und die Heilbronner Firma Schedler bzw. deren Prokurist Julius Greiner sowie die Sammlerin Traudel Moser. Existenziell wichtig waren für ihn vor allem auch Gestaltungsaufträge aus der Wirtschaft für Firmenlogos, Prospekte und dergleichen, sowie Aufträge im Rahmen der Kunst am Bau.
Er war bis 1984 noch intensiv künstlerisch tätig, wobei sein Spätwerk nach dem Tod seiner Frau 1978 ein melancholisches Gepräge hat. Karl Kämpf wurde im Familiengrab der Schwiegereltern in Fallingbostel beigesetzt.

## Werk
Karl Kämpfs Werk erstreckt sich über nahezu sieben Jahrzehnte, beginnend mit Produktgestaltungen für Bruckmann, über Gebrauchsgrafiken, Plakate und Buchillustrationen der frühen 1930er Jahre, propagandistische Arbeiten zur Zeit des Nationalsozialismus, Trümmermalerei der Nachkriegszeit bis hin zu den Landschaftsbildern aus Nord- und Süddeutschland sowie dem Mittelmeerraum. Bei seinen freien künstlerischen Arbeiten war Kämpf von dem Expressionisten und Berliner Professor Karl Hofer inspiriert. Daneben hat Kämpf insbesondere auch öffentliche Aufträge, vor allem im Rahmen der Kunst am Bau ausgeführt. Dazu zählen Wandgestaltungen für Behörden und Industrie in Hannover, Lüneburg, Munsterlager, Soltau und Rotenburg.
Die Stadt Heilbronn hat zahlreiche seiner Zeichnungen und Gemälde aufgekauft. Eine Ausstellung mit Werken von Karl Kämpf und Elfriede Glaser Kämpf war 2007 im Rathaus in Abstatt zu sehen, 2010 fand eine Ausstellung seiner Werke in Heilbronn statt.